# Il gigante della strada
Il gigante della strada (Stay Hungry) è un film del 1976 diretto da Bob Rafelson, tratto dall'omonimo racconto di Charles Gaines del 1972.
Il film è conosciuto in Italia anche con il titolo Un autentico campione.
Per questo film, Schwarzenegger vinse un Golden Globe come miglior attore esordiente. Tecnicamente, quello non era il suo esordio, avendo interpretato Ercole (accreditato come Arnold Strong) nel film del 1970 Ercole a New York e un sicario nel film di Robert Altman Il lungo addio. In ogni caso, era la prima volta che si udiva la sua voce in un film, visto che come Ercole era stato doppiato e il personaggio del sicario era sordomuto.

## Trama
Craig Blake è un giovane del sud di buona famiglia, rimasto solo dopo la morte dei genitori in un incidente aereo. S'accontenta di passare il tempo cacciando, pescando e bighellonando nella grande casa di famiglia, dove abita solo con un cameriere. Blake "lavora" per un losco artista della truffa chiamato Jabo. Per non risultare disoccupato, Blake accetta di curare personalmente l'acquisto di una piccola palestra che Jabo vuole comprare per liberare spazio a future speculazioni.
Inizialmente indifferente, si scopre poco a poco affascinato dal mondo che scopre: ma la vita sociale di Blake si svolge piuttosto attorno al Country Club che è solito frequentare. Passa il suo tempo al club giocando a tennis e flirtando con donne dell'alta società, una delle quali chiede a Blake di trovare un musicista da invitare ad una festa del club.
Mentre Blake prosegue le trattative per l'acquisto, si scopre attratto dalla bella segretaria Mary Tate Farnsworth e dal bodybuilder Joe Santo, che aspira al titolo di Mister Universo.
Non potendo sopportare di perdere i suoi nuovi amici per colpa del lavoro, comincia a evadere le domande dell'amico e collega Hal Foss sullo stato della transazione. Nel frattempo, si avvicina di più a Mary Tate e Joe Santo, che inizialmente sembravano una coppia. Ma Mary Tate si lega sentimentalmente a Craig e Santo dà la sua benedizione all'eterodossa relazione affermando di dover sfidare se stesso sia in palestra che in amore se vuole avere successo.
Mary Tate e Craig cominciano un'appassionata relazione. Ma quando tenta di inserire Mary Tate nel suo mondo del country club, nascono i primi problemi. La tensione raggiunge il culmine durante una festa a cui Joe Santo partecipa in qualità di musicista. Craig, con Mary Tate come ospite, è entusiasta dell'incombente performance musicale di Joe Santo. Ma i suoi amici, in particolare Halsey, si fanno beffe di Santo trattandolo come un fenomeno da baraccone. Quando Halsey suggerisce a Santo di spogliarsi per mostrare alla folla il seno, Craig gli tira un bicchiere in faccia. Tra i due scoppia una rissa, ma vengono presto separati. Halsey escogita col suo amico Packman un piano per mettere in imbarazzo Joe Santo.
Quando Santo finalmente dà inizio alla sua esibizione musicale, la folla sembra entusiasta. Tuttavia, Halsey e Packman ubriachi mugulano a Santo e interrompono continuamente la band. Santo li nota, ma continua stoicamente a suonare.
La competizione per Mister Universo si fa sempre più vicina, e Santo sta allenandosi duramente. Ma Jabo, il titolare della losca agenzia immobiliare, cerca di corrompere il proprietario della palestra, Thor Erickson, quando si rende conto che Blake non tratterà l'acquisto dell'edificio come gli era stato chiesto. Rifornisce Eriksen e il suo assistente Newton di droghe, alcolici e prostitute tanto che il giorno della gara devono fare i conti con gli strascichi dei festeggiamenti proprio mentre Santo si prepara a salire sul palco nella speranza di battere il rivale Dougie Stewart. Mentre Thor è sbronzo e distratto dalle prostitute, Newton si intasca il denaro del premio, e quindi s'allontana dalla palestra.
Intanto Blake si reca alla palestra e si trova coinvolto in uno scontro, schivando i pesi e gli attrezzi lanciatigli da Erickson, reso folle dall'alcol e dalle droghe. In palestra trova Mary Tate, che appena pochi minuti prima era stata aggredita da Eriksen in un raptus provocato dal nitrato d'amile (popper).
Quando i concorrenti di Mister Universo scoprono che il premio in denaro è stato rubato, si mettono alle calcagna di Joe Santo, che a sua volta corre per cercare Mary Tate. L'inseguimento si risolve in un'ondata di bodybuilder che si riversano nelle strade di Birmingham sotto lo sguardo stupito dei passanti. I bodybuilder sfruttano quest'attenzione inaspettata improvvisando un'esibizione per la folla.
Craig decide infine di entrare nel business delle palestre con Joe Santo.

## Curiosità
La musica durante l'esibizione finale di Joe Santo è la colonna sonora di Exodus composta da Ernest Gold.